# 704 Interamnia
704 Interamnia је велики астероид главног астероидног појаса са пречником од приближно 316,62 .
Афел астероида је на удаљености од 3,523 астрономских јединица (АЈ) од Сунца, а перихел на 2,599 АЈ.
Ексцентрицитет орбите износи 0,150, инклинација (нагиб) орбите у односу на раван еклиптике 17,290 степени, а орбитални период износи 1956,394 дана (5,356 година).
Апсолутна магнитуда астероида је 5,94 а геометријски албедо 0,074.
Астероид је откривен 2. октобра 1910. године.